# Macaca nigrescens
Macaca nigrescens  (лат.) — вид обезьян семейства мартышковых отряда приматов, один из видов рода Макаки. Ранее считался подвидом Macaca nigra. Образует гибриды с Macaca nigra и с Macaca hecki.

## Распространение
Встречаются на острове Сулавеси в Индонезии, в основном в центральной части северного полуострова. Населяют низинные дождевые леса и предгорья на высоте до 2000 метров над уровнем моря.

## Поведение
В рационе преимущественно фрукты, дополнением к рациону служат молодые листья, членистоногие, а также сельскохозяйственные культуры. Излюбленная пища — плоды фикусовых. Образуют группы размером до 60 особей. Во время поиска пищи группа распадается на несколько более мелких подгрупп. Самки остаются в родной группе, а самцы покидают её по достижению половой зрелости. Внутри группы как у самцов, так и у самок строгая иерархия. В помёте один детёныш.

## Статус популяции
Международный союз охраны природы присвоил виду охранный статус «Уязвимый» поскольку по оценкам на 2008 год популяция сократится по меньшей мере на 30 % за следующие 40 лет (3 поколения). Основные угрозы виду — разрушение среды обитания и охота. Кроме того, ареал сильно фрагментирован.